# 兴旺鄂温克族乡
兴旺鄂温克族乡是中华人民共和国黑龙江省齐齐哈尔市讷河市下辖的一个民族乡。

## 行政区划
兴旺鄂温克族乡下辖以下村级行政区划单位：
新兴村、兴旺村、索伦村、河江村、百露村、凤鸣村、永久村、团结村、钢铁村、天津村、黑龙村和民强村。